# Amel-Marduk
Amel-Marduk   ( - 560 aC)

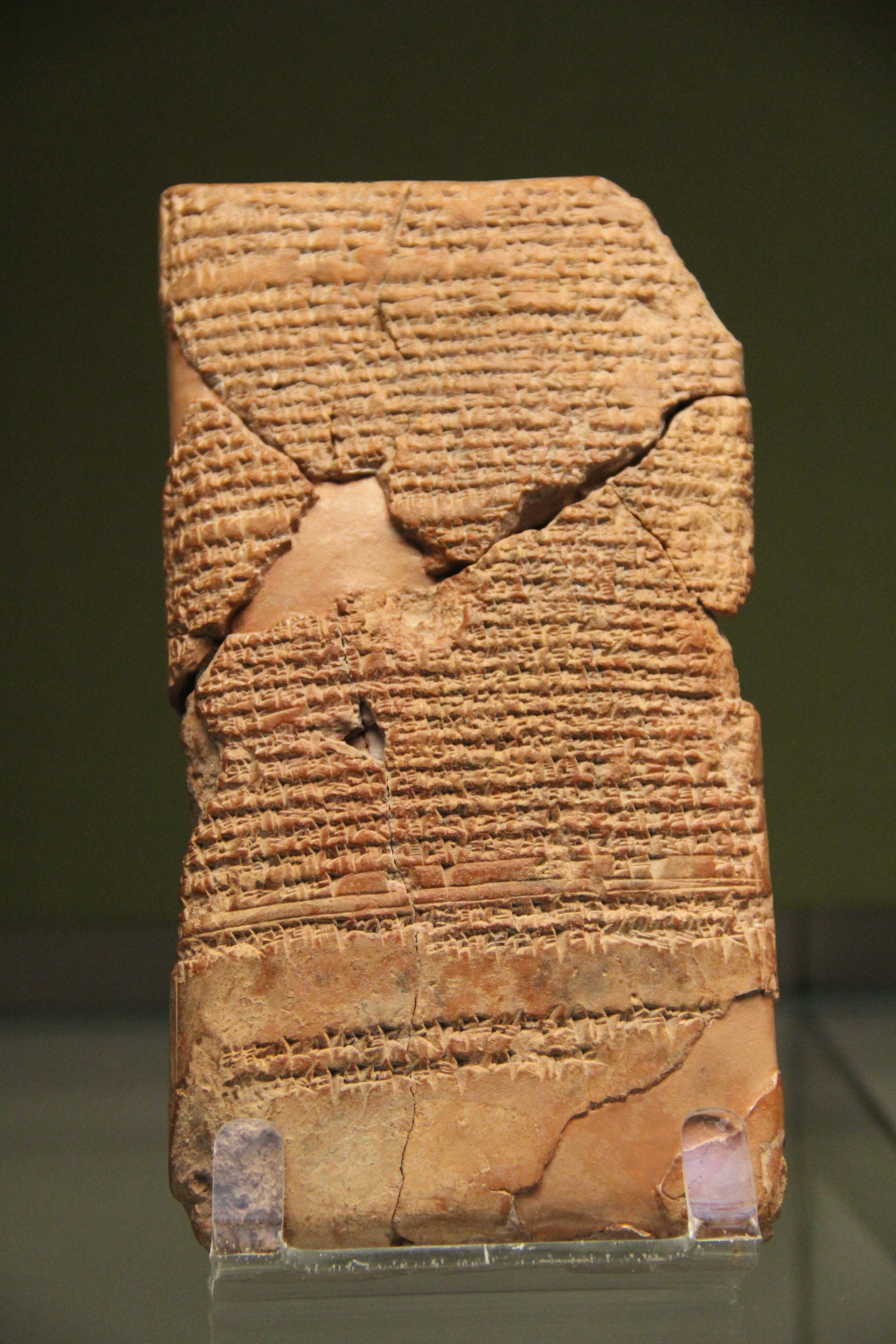
Tauleta d'argila amb escriptura cuneiforme del príncep hereu, fill de Nabucodonosor II. Mesopotàmia 1500-539 aC. Museu Britànic.

o també Awil-Marduk o Evil-Merodach va ser el tercer rei de la Dinastia Neobabilònica o Caldea que va regnar a Babilònia entre els anys 562 aC i 560 aC. Era fill de Nabucodonosor II, al que va succeir en el tron. Al cap de dos anys va ser deposat i mort pel seu cunyat, gendre de Nabucodonosor, Neriglissar, en una conspiració de palau.
Es conserven mol poques fonts que parlin del regnat d'Amel-Marduk i de les seves actuacions com a rei. Originàriament portava el nom de Nabu-shum-ukin, i no era el fill gran de Nabucodonosor quan va ser nomenat príncep hereu i successor d'aquell rei. No és clar perquè el seu pare el va nomenar successor, i a més sembla que hi va haver dissensions entre el dos, possiblement hi va haver un intent d'Amel-Marduk de prendre el tron a Nabucodonosor quan encara era viu. Després de la conspiració Amel-Marduk va ser empresonat, i és possible que ho fos conjuntament am el rei Jeconies de Judà. Nabu-shum-ukin va canviar el seu nom pel d'Amel-Marduk en ser alliberat, possiblement en reverència al déu Marduk al que havia pregat pel seu alliberament. Se sap que va realitzar algunes obres de construcció a la ciutat de Babilònia i a altres llocs, sense que això estigui ben establert. Els babilonis no sembla que n'estiguessin gaire contents del seu govern, ja que fonts babilòniques posteriors al seu regnat el qualifiquen d'incompetent.
Va treure de la presó a Jeconies després de 37 anys d'empresonament, segons diuen el Segon llibre dels Reis i el profeta Jeremies, i va fer seure al rei Jeconies a la seva taula cada dia fins a la seva mort, a mans de Neriglissar l'any 560 aC.